# Fernand Lemay
Fernand Lemay (* 1. Juni 1894 in Armentières; 31. Dezember 1980 in Cambrai) war ein französischer Radrennfahrer und nationaler Meister im Radsport.

## Sportliche Laufbahn
Lemay war im Straßenradsport und im Querfeldeinrennen (heutige Bezeichnung Cyclocross) aktiv. 1924 gewann er die nationale Meisterschaft im Querfeldeinrennen vor Gaston Degy.
Auf der Straße gewann er 1923 das Eintagesrennen Paris–Cambrai. In der Tour de France 1924 schied er aus, 1936 kam er auf den 30. Rang. Im Grand Prix de Fourmies 1933 wurde er Zweiter hinter François Mintkiewicz.